# Giulia Emmolo
Giulia Enrica Emmolo (* 16. Oktober 1991 in Imperia) ist eine ehemalige italienische Wasserballspielerin. Sie war Olympiazweite 2016 sowie Weltmeisterschaftsdritte 2015. Bei Europameisterschaften siegte sie 2012, 2016 war sie Dritte.

## Karriere
Die 1,71 Meter große Giulia Emmolo spielte bis 2015 im Angriff bei Rari Nantes Imperia und gewann 2014 den italienischen Meistertitel. Von 2015 bis 2018 wurde sie mit Olympiakos Piräus dreimal griechische Meisterin. 2021 und 2022 war sie mit Orizzonte Catania italienische Meisterin.
2007, 2009 und 2011 wurde Giulia Emmolo jeweils mit der italienischen Juniorinnenauswahl Fünfte bei der Juniorinnen-Weltmeisterschaft. Mit der italienischen Nationalmannschaft wurde sie 2009 Neunte der bei Weltmeisterschaft in Rom. Zwei Jahre später bei der Weltmeisterschaft 2011 in Shanghai bezwangen die Italienerinnen im Viertelfinale die Australierinnen nach Fünf-Meter-Schießen. Nach Niederlagen gegen die Griechinnen im Halbfinale und gegen die Russinnen im Spiel um den dritten Platz wurden die Italienerinnen Vierte. Im Januar 2012 bei der Europameisterschaft in Eindhoven gewannen die Niederländerinnen im Viertelfinale gegen die Niederländerinnen nach Fünf-Meter-Schießen. Nach einem Halbfinalsieg über die Russinnen standen sich im Finale Italienerinnen und Griechinnen gegenüber und diesmal siegten die Italienerinnen mit 13:10. Bei den Olympischen Spielen 2012 in London spielte Emmolo in allen sechs Partien und erzielte insgesamt acht Tore. Nach einer Viertelfinalniederlage gegen die Mannschaft aus den Vereinigten Staaten belegten die Italienerinnen insgesamt den siebten Platz.
2013 bei der Weltmeisterschaft 2013 in Barcelona wurden die Italienerinnen Zehnte. Emmolo warf im Turnier sieben Tore. Bei der Europameisterschaft 2014 in Budapest belegten die Italienerinnen nach einer Halbfinalniederlage gegen die Niederländerinnen den vierten Platz, wobei Emmolo neun Treffer beisteuerte. Bei der Weltmeisterschaft 2015 in Kasan gewannen die Italienerinnen im Viertelfinale mit 9:6 gegen die Griechinnen. Nach einer Halbfinalniederlage gegen die Niederländerinnen im Penaltyschießen trafen die Italienerinnen im Spiel um den dritten Platz auf die Australierinnen und siegten nach Penaltyschießen. Nachdem Emmolos Fünfmeter im Halbfinale beide gehalten worden waren, war sie beim Penaltyschießen im Spiel um Bronze nicht dabei. Anfang 2016 fand in Belgrad die Europameisterschaft statt. Die Italienerinnen unterlagen im Halbfinale den Ungarinnen, gewannen aber das Spiel um den dritten Platz mit 10:9 gegen die Spanierinnen. Bei den Olympischen Spielen 2016 in Rio de Janeiro gewannen die Italienerinnen ihre Vorrundengruppe. Nach dem Viertelfinalsieg gegen die Chinesinnen siegten die Italienerinnen im Halbfinale mit 12:9 gegen die Russinnen. Im Finale siegte das Team aus den Vereinigten Staaten mit 12:5. Emmolo warf insgesamt sieben Tore, davon eins im Finale.
Bei der Weltmeisterschaft 2017 in Budapest unterlagen die Italienerinnen im Viertelfinale den Russinnen und belegten letztlich den sechsten Platz. Ein Jahr später bei der Europameisterschaft 2018 in Barcelona warf Emmolo 14 Tore. Nach einer Viertelfinalniederlage gegen die Ungarinnen wurden die Italienerinnen auch hier Sechste. Ebenfalls 2018 siegten die Spanierinnen bei den Mittelmeerspielen in Tarragona vor den Italienerinnen. 2019 wurden die Italienerinnen Sechste der Weltmeisterschaft in Gwangju.
2021 konnte sich Emmolo mit der italienischen Mannschaft nicht für die Teilnahme an den Olympischen Spielen in Tokio qualifizieren. 2022 unterlagen die Italienerinnen bei der Weltmeisterschaft in Budapest im Halbfinale dem Team aus den Vereinigten Staaten. Im Spiel um den dritten Rang verloren sie mit 5:7 gegen die Niederländerinnen.